# Ísak Bergmann Jóhannesson
Ísak Bergmann Jóhannesson (ur. 23 marca 2003 w Sutton Coldfield) – islandzki piłkarz grający na pozycji pomocnika, reprezentant Islandii.

## Kariera piłkarska

### Kariera klubowa
Ísak Bergmann Jóhannesson jest wychowankiem Íþróttabandalag Akraness. Jako zawodnik ÍA rozegrał jeden mecz w Lengjudeildin. W wieku 15 lat trenował z Evertonem F.C., Brighton & Hove Albion F.C. i Ajaxem Amsterdam.
1 stycznia 2019 został zawodnikiem IFK Norrköping. 21 sierpnia 2019 zadebiutował w barwach „VitaBlå” w meczu Pucharu Szwecji przeciwko IFK Timrå. 26 września 2019 w meczu przeciwko AFC Eskilstuna zaliczył swój debiut w rozgrywkach Allsvenskan. W marcu 2020 roku Aftonbladet uznał Ísaka Bergmanna Jóhannessona za „najbardziej obiecującego zawodnika Allsvenskan od czasów gry w tej lidze Kima Källströma”. W październiku 2020 roku „The Guardian” umieścił go na liście 60 najlepszych zawodników na świecie z rocznika 2003. Łącznie w barwach Norrköping wystąpił w 44 spotkaniach ligowych, w których strzelił 5 goli.
31 sierpnia 2021 przeszedł do FC København. Podpisał z tym klubem 5-letni kontrakt. W Superligaen zadebiutował 12 września 2021 w spotkaniu z Randers FC (2:0). W 2022 i 2023 zdobył mistrzostwo Danii. W 2023 wywalczył również puchar kraju.
9 sierpnia 2023 został wypożyczony na jeden sezon do Fortuny Düsseldorf. W 2. Bundeslidze zadebiutował dziesięć dni później w meczu z Paderborn (1:2). 14 czerwca 2024 Fortuna ogłosiła wykupienie Jóhannessona z FC København.

### Kariera reprezentacyjna
Reprezentował Islandię w klasach wiekowych U-15, U-16, U-17, U-19 i U-21. 14 listopada 2020 został powołany do „seniorskiej” reprezentacji Islandii na mecz przeciwko reprezentacji Anglii. Zadebiutował w reprezentacji 18 listopada 2020 w przegranym 0:4 meczu z „Synami Albionu”. Pierwszą bramkę w niej strzelił 8 października 2021 w zremisowanym 1:1 spotkaniu z Armenią w ramach eliminacji do Mistrzostw świata 2022.

## Życie prywatne
Jest synem Jóhannesa Karla Guðjónssona (byłego piłkarza m.in. Burnley F.C., Leicester City F.C., AZ Alkmaar i reprezentacji Islandii). Jego kuzynem jest Oliver Stefánsson (również piłkarz). Jego dziadek (Guðjón Þórðarson) był piłkarzem i trenerem, w latach 1997–1999 był selekcjonerem reprezentacji Islandii. Jego wujkami są: Bjarni Guðjónsson (były piłkarz m.in. reprezentacji Islandii, Newcastle United F.C. i Stoke City F.C.), Þórður Guðjónsson (były piłkarz m.in. KRC Genk i reprezentacji Islandii), Björn Bergmann Sigurðarson (reprezentant Islandii).